# 石川秀幸
石川 秀幸（いしかわ ひでゆき）は、日本の漫画家。2023年から『ヤングガンガン』（スクウェア・エニックス）にて、『翠花は少子化担当』を連載している。

## 来歴
2014年、『ビッグコミックスペリオール』（小学館）の2014年23号に『東京昆虫ムスメ』が読切掲載。
2015年、『東京昆虫ムスメ』が同誌2015年19号より連載開始。
2016年、『東京昆虫ムスメ』の連載が2016年5号にて終了。『外務官僚みうみう』が特別読切として、『ビックコミックスペリオール』2016年5月13日号に掲載。『サザンクロス高木』が特別読切として、『ビックコミックスペリオール』2016年5月27日号に掲載。
2017年、『御伽坊主』が特別読切として、『ビックコミックスペリオール』2017年1月27日号に掲載。
2018年、『週刊ヤングジャンプ』（集英社）にて、2018年9号から『夜明け後の静』が連載開始。『御伽坊主』第2話が特別読切として、『ビックコミックスペリオール』2018年7月27日号に掲載。『夜明け後の静』の連載が2018年42号にて終了。
2019年、『となりのヤングジャンプ』(集英社)にて、2019年1月11日より『夜明け後の静』をリニューアルした『静さまは初恋である、浪漫斯はまだない。』を連載開始。
2023年、『ヤングガンガン』（スクウェア・エニックス）にて、2023年24号からラブコメディの『翠花は少子化担当』の連載を開始。

## 作品リスト
- 『東京昆虫ムスメ』小学館〈ビッグコミックス〉全1巻（『ビッグコミックスペリオール』2015年19号[4] - ）
- 『夜明け後の静』集英社〈ヤングジャンプ コミックス〉全3巻（『週刊ヤングジャンプ』2018年9号[5] - 42号）
- 『静さまは初恋である、浪漫斯はまだない。』集英社〈ヤングジャンプ コミックス〉全2巻（『となりのヤングジャンプ』2019年1月11日 - 2019年11月22日）
- 『マグロ少女』新潮社〈バンチコミックス〉全3巻（『月刊コミックバンチ』2020年12月号 - 2021年12月号→『くらげバンチ』2021年12月7日[6] - 2022年8月9日）
- 『ドクターゼロス〜スポーツ外科医・野並社の情熱〜』集英社〈ヤングジャンプ コミックス〉全9巻（作画：橋本スズヒラ、『週刊ヤングジャンプ』2021年33・34合併号[7] - 2023年36号[8]）
- 『翠花は少子化担当』スクウェア・エニックス〈ヤングガンガンコミックス〉既刊3巻（『ヤングガンガン』2023年24号[2] - ）